# (6845) Mansurova
(6845) Mansurova es un asteroide perteneciente al Cinturón de asteroides, región del sistema solar que se encuentra entre las órbitas de Marte y Júpiter.
Fue descubierto el 2 de mayo de 1976 por Nikolái Stepánovich Chernyj desde el Observatorio Astrofísico de Crimea.

## Designación y nombre
Designado provisionalmente como 1976 JG2 fue nombrada en memoria de Kira Sergeevna Mansurova (1931-1990), astrónoma de Irkutsk conocida por sus observaciones con el telescopio cenital. Fue directora del Observatorio Astronómico de la Universidad de Irkutsk durante muchos años y profesora de astronomía en la Universidad y el Instituto Pedagógico de Irkutsk. Activa divulgadora de la astronomía, publicó numerosos trabajos sobre astrometría y métodos de enseñanza de la astronomía.

## Características orbitales
Mansurova está situado a una distancia media del Sol de 2,276 ua, pudiendo alejarse hasta 2,612 ua y acercarse hasta 1,939 ua. Su excentricidad es 0,148 y la inclinación orbital 6,685 grados. Emplea 1253,81 días en completar una órbita alrededor del Sol.
Pertenece a la familia de asteroides de (298) Baptistina.

## Características físicas
La magnitud absoluta de Mansurova es 13,94.Tiene 4,757 km de diámetro y su albedo se estima en 0,311.